# Korthalsia scortechinii
Korthalsia scortechinii är en enhjärtbladig växtart som beskrevs av Odoardo Beccari. Korthalsia scortechinii ingår i släktet Korthalsia och familjen Arecaceae. Inga underarter finns listade i Catalogue of Life.